# Lenka Grimmová
Lenka Grimmová roz. Nechvátalová (* 27. února 1955, Brno) je československá hráčka basketbalu. Je vysoká 174 cm. Je zařazena na čestné listině mistrů sportu.

## Sportovní kariéra
V basketbalovém reprezentačním družstvu Československa v letech 1973 až 1978 hrála celkem 166 utkání a má podíl na dosažených sportovních výsledcích. Zúčastnila se Olympijských her 1976 (Montreal, Kanada) - 4. místo, Mistrovství světa 1975 v Kolumbii - 3. místo, tří Mistrovství Evropy 1974, 1976, 1978, na nichž získala dvě stříbrné medaile za druhá místa na ME 1974 a 1976 a dvě bronzové medaile za třetí místa na MS 1975 a ME 1978.
V československé basketbalové lize žen hrála celkem 13 sezón (1972-1989) za družstva KPS Brno (1972-1984) a Moravská Slavia Brno (1986-1989). S KPS Brno získala v ligové soutěži čtyři tituly vicemistra Československa (1974, 1976, 1977, 1980) a třikrát třetí místo (1973, 1981, 1683) a třikrát čtvrté místo. V letech 1975-1987 byla dvakrát vybrána do nejlepší pětice hráček československé ligy. Je na 33. místě v dlouhodobé tabulce střelkyň československé basketbalové ligy žen za období 1963-1993 s počtem 2659 bodů. S klubem se zúčastnila jednoho ročníku Evropskhjo poháru vítězů pohárů 1974 a pěti ročníků Evropského poháru Liliany Ronchetti (1978, 1979, 1981, 1982, 1984), v němž v roce 1982 klub prohrál až ve finále poháru proti Spartaku Moskva Reg. 68-89. ,, 

## Sportovní statistiky

### Kluby
- 1972-1984 KPS Brno, celkem 10 sezón a 6 medailových umístění: 4x vicemistryně Československa (1974, 1976, 1977, 1980), 2x 3. místo (1973, 1983), 2x 4. (1975, 1984), 2x 5. (1978, 1982)
- 1986-1988 Moravská Slavia Brno: 7. místo (1987), 8. (1988), 10. (1989)
- 1975-1977: nejlepší pětka hráček ligy - zařazena 2x: 1975/76, 1976/87

### Evropské poháry
- S klubem KPS (Kralovopolská) Brno
- Pohár vítězů pohárů žen 1974 (8 zápasů, 3 vítězství -5 porážek, prohra v semifinále s GS San Giovanni)
- Pohár Liliany Ronchetti 1978 (4 zápasy 2-2), 1979 (6 zápasů 4-2), 1981 (4 zápasy 2-2), 1982 (9 zápasů 6-3), 1984 (2 zápasy 0-2)
  - V roce 1982 2. místo, prohra ve finále Evropského poháru proti Spartak Moskva Reg. 89-68, v letech 1978, 1979, 1981 účast ve čtvrtfinálové skupině

### Československo
- Olympijské hry 1976 Montreal (24 bodů /5 zápasů), 4. místo
- Mistrovství světa: 1975 Cali, Kolumbie (24 /5) 3. místo
- Mistrovství Evropy: 1974 Cagliari, Itálie (18 /3) 2. místo, 1976 Clermont Ferrand, Francie (33 /8) 2. místo, 1978 Poznaň, Polsko (20 /6) 3. místo, celkem na 3 ME 71 bodů /17 zápasů
- 1973-1978 celkem 166 mezistátních zápasů, na OH, MS a ME celkem 119 bodů v 27 zápasech
- Titul mistryně sportu